# Вівіано Кодацці
Вівіа́но Кода́цці (також Вівіа́но Кодаго́ра; італ. Viviano Codazzi бл. 1605, Бергамо — 5 листопада, 1670, Рим) — італійський художник доби бароко, майстер декоративного живопису, міських пейзажів та руїн. Відомий також під прізвищем Вівіано Кодагора.

## Життєпис
Ранній період життя художника залишився невідомим. Приблизно позначається і рік його народження як близький до 1605. Народився у місті Бергамо.

## Неаполітанський період
У віці 20 років він перебрався у місто Неаполь, де працював і навчався в майстерні неаполітанського архітектора і скульптора Козімо Фанзаго (1591—1678).
Відомо також, що він працював пейзажистом разом із художником Доменіко Гарджуло (1610—1675). 1647 року у Неаполі відбулося повстання Мазаньєлло. Художник покинув Неаполь і перебрався на житло у папський Рим.

## Римський період
Рим того часу був відомим центром стилю бароко та художньою школою для безлічі західноєвропейських художників різних країн, включаючи і країни, де вже переважав протестантизм. В Римі працювало чимало фламандських і голландських майстрів, що мали різні смаки і власне, неіталійське бачення завдань і проблем при створенні нових картин. Серед них були майстри пейзажів, побутового жанру і натюрмортів, слабко або мало представлених у бароковому живопису Італії. Були серед них і майстри, що працювали на межі різних жанрів.
До колонії голландських майстрів був наближеним і Вівіано Кодацці. Відомо, що він співпрацював з голландцями і італійцями, серед котрих були Ян Міль (1599—1663), Філіппо Лаурі (1623—1694), Мікеланджело Черквоцці (1602—1660), Вісенте Гінер (працював у Римі у 1660—1680 рр.), Адріан ван дер Кабел тощо.
В манері, близькій до художньої манери Вівіано Кодацці, працювали і декотрі художники тої пори (Асканіо Лучано та Андреа ді Мікеле у Неаполі, Доменіко Роберті та Вісенте Гінер у Римі).
Художник мав сина Нікколо Кодацці (1642—1693), котрий теж став художником. Вівіано Кодацці помер у Римі.

## Вибрані твори

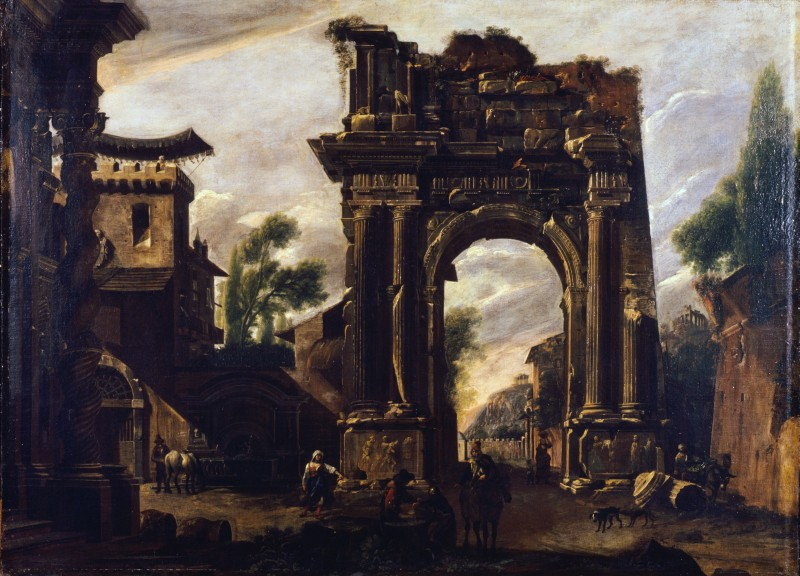
Вівіано Кодацці. "Пейзаж з триумфальною аркою та жанровою сценкою "

- "Площа перед собором Св. Павла ", до 1630 р., Національний музей Прадо
- « Капріччо з давньоримськими руїнами»
- « Капріччо з давньоримськими руїнами і обеліском»
- « Капріччо з подвійною аркою», 1627 р., галерея Уффіці
- « Лоджия вілли Поджореале, Неаполь»
- « Дворик постоялого двору з руїнами», Художній музей Волтерс
- « Архітектурне капріччо з галереєю і садом»
- « Колізей і триумфальна арка імператора Костянтина з заходу»
- « Рим. Форум», бл. 1630 р., академія ді Сан. Лука, Рим
- « Руїни з порушеним склепінням», до 1647 р.
- « Капріччо з базилікою імператора Костянтна в Римі і подорожніми»
- " Постоялий двір у старовинних руїнах ", Палаццо Пітті, Флоренція
- « Фантазійна триумфальна арка і вояки»
- « Руїни з подорожніми»
- " Вершник і подорожні біля руїн "
- « Класична лоджия з біблійною сценою»
- « Римська площа з церквою і обеліском»
- "Пейзаж з триумфальною аркою та жанровою сценкою "

## Галерея вибраних творів

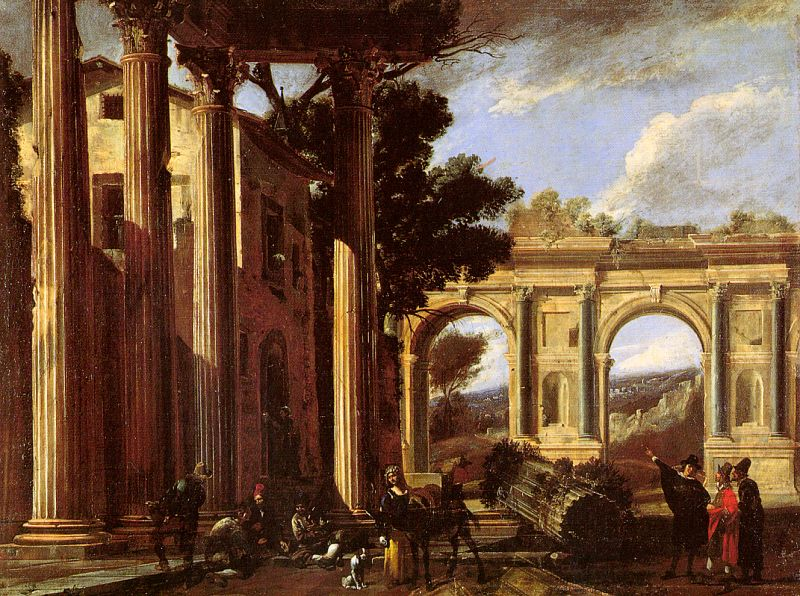
Вівіано Кодацці. «Пейзаж з подвійною аркою», 1627 р., галерея Уффіці

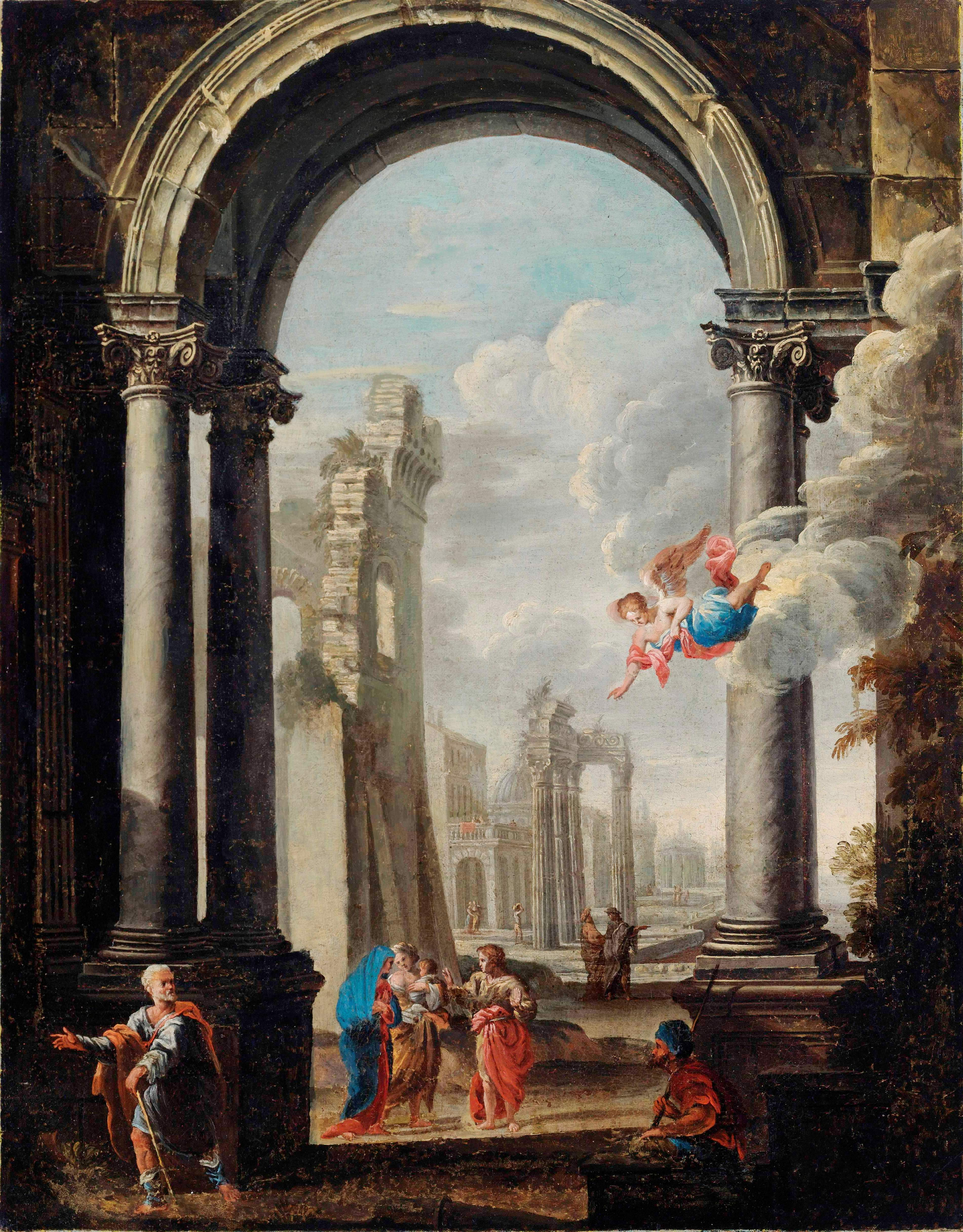
«Архітектура з біблійною сценою»
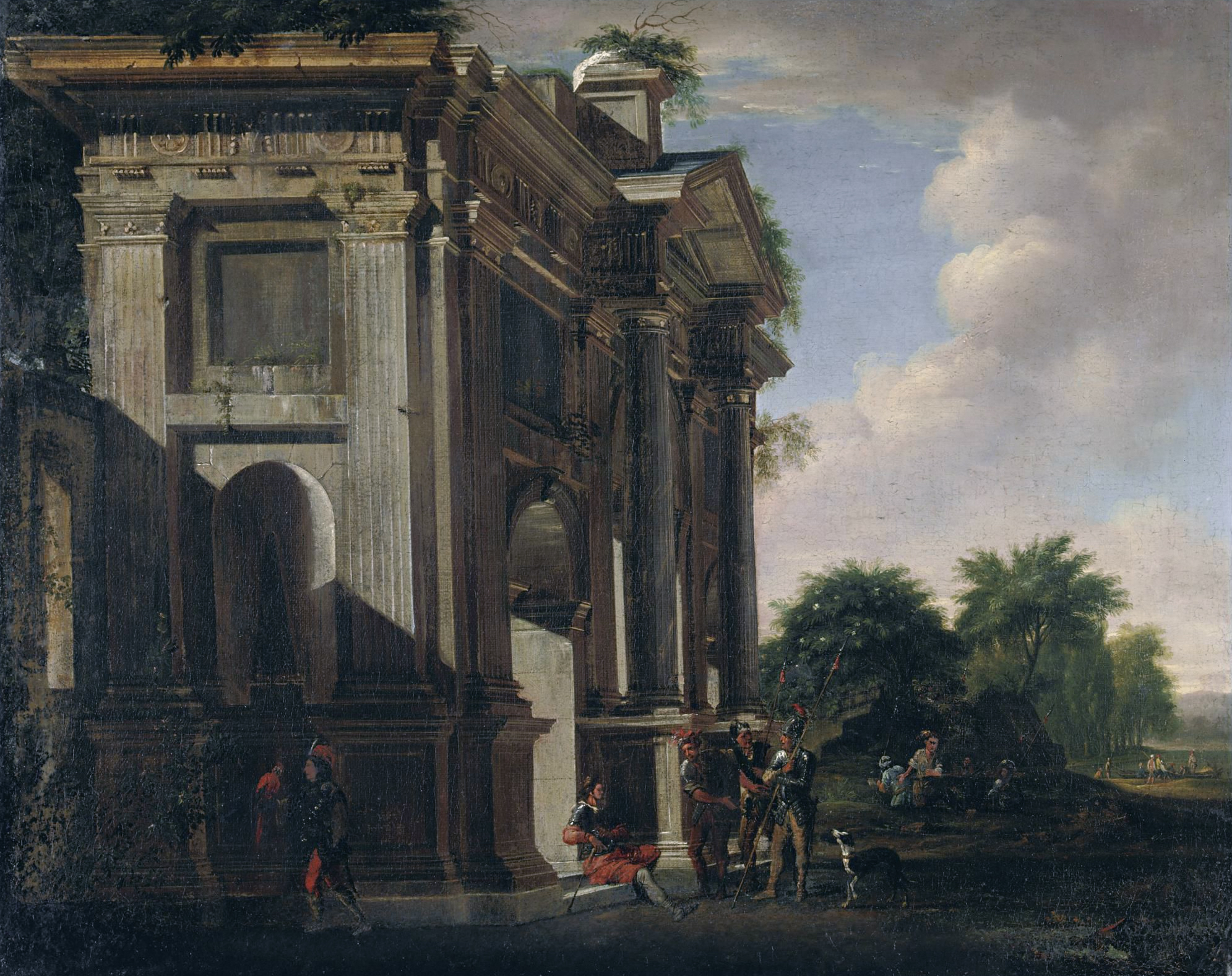
« Фантазійна триумфальна арка і вояки»
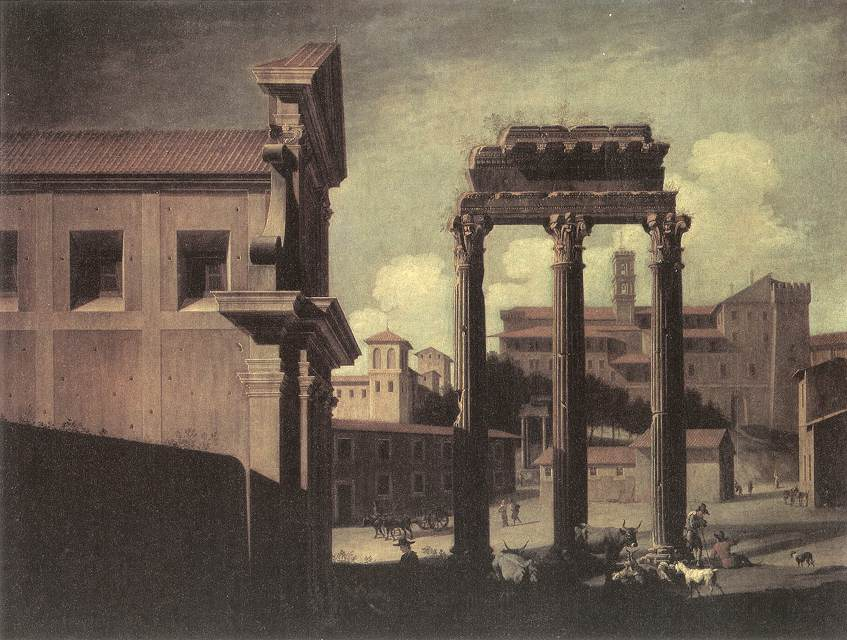
« Рим. Форум», бл. 1630 р., академія ді Сан. Лука, Рим
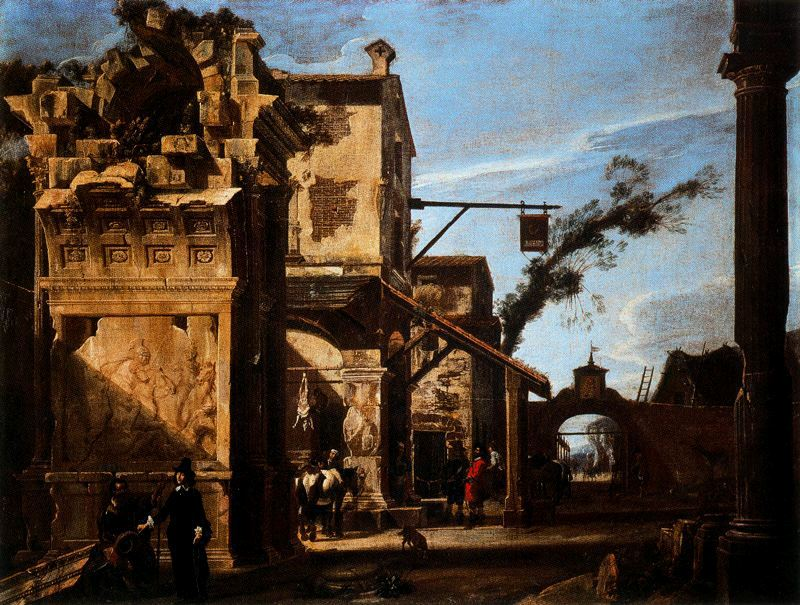
« Постоялий двір у старовинних руїнах », Палаццо Пітті, Флоренція